# Бонија II (Козенца)
Бонија II је насеље у Италији у округу Козенца, региону Калабрија.
Према процени из 2011. у насељу је живело 22 становника. Насеље се налази на надморској висини од 895 м.